# Durnonovariaodus maiseyi
Durnonovariaodus maiseyi (лат.) — вид хрящевых рыб из семейства гибодонтид отряда гибодонтообразных из позднего юрского периода Англии.

## Описание
Голотип и единственный известный образец представлен сохранившимися частями черепа с зубами, одним шипом спинного плавника, тазовым поясом, а также неидентифицируемыми фрагментами хряща.
Зубы Durnonovariaodus maiseyi похожи по строению на зубы Secarodus из средней юры Англии.
По строению скелета похож на гибодуса и эгертонодуса наличием небно-квадратного хряща с небно-базальным отростком и решетчатой суставной поверхностью в сочетании с наличием шипов спинного плавника.
У него присутствуют два отдельных тазовых полупояса.

## История открытия
Единственный известный образец Durnonovariaodus maiseyi — частичный скелет был найден Себастьян Штумпфом в 2021 году в верхнеюрской формации Киммеридж в Дорсете, Англия.